# Anco Jansen
Anco Jansen (Zwolle, 9 marzo 1989) è un calciatore olandese, ala o attaccante del Dieze West.

## Carriera
Ha giocato in Eredivisie con De Graafschap e Roda JC.